# Kreis Grandson
| Kreis Grandson           | Kreis Grandson     |
| Basisdaten               | Basisdaten         |
| ------------------------ | ------------------ |
| Staat:                   | Schweiz            |
| Kanton:                  | Waadt (VD)         |
| Bezirk:                  | Grandson           |
| Hauptort:                | Grandson           |
| Fläche:                  | 52,78 km²          |
| Einwohner:               | 6'657 (31.12.2023) |
| Bevölkerungsdichte:      | 124 Einw. pro km²  |
| Aufgehoben am:           | 31. Dezember 2006  |
| Karte                    |                    |
| Karte von Kreis Grandson |                    |

Der Kreis Grandson (französisch Cercle de Grandson) war bis zum 31. August 2006 eine Verwaltungseinheit des Bezirks Grandson im Kanton Waadt in der Schweiz. Sitz des Kreisamtes war Grandson.
Der Kreis umfasste elf Gemeinden und war 52,78 km² gross. Die Gemeinden des ehemaligen Kreises zählten Ende 2023 6'657 Einwohner.
| Wappen                 | Name der Gemeinde      | Einwohner (31. Dezember 2023) | Fläche in km² | Einw. pro km² |
| ---------------------- | ---------------------- | ----------------------------- | ------------- | ------------- |
| Champagne              | Champagne              | 1'070                         | 3,91          | 274           |
| Fiez                   | Fiez                   | 436                           | 6,83          | 64            |
| Fontaines-sur-Grandson | Fontaines-sur-Grandson | 199                           | 7,86          | 25            |
| Giez                   | Giez                   | 458                           | 4,76          | 96            |
| Grandevent             | Grandevent             | 236                           | 3,44          | 69            |
| Grandson               | Grandson               | 3'384                         | 7,86          | 431           |
| Mauborget              | Mauborget              | 134                           | 5,52          | 24            |
| Novalles               | Novalles               | 102                           | 2,06          | 50            |
| Romairon               | Romairon               | 32                            | 4,89          | 7             |
| Vaugondry              | Vaugondry              | 35                            | 0,84          | 42            |
| Villars-Burquin        | Villars-Burquin        | 571                           | 4,81          | 119           |
| Total (11)             | Total (11)             | 6'657                         | 52,78         | 124           |